# Tarsnap
Tarsnap ist ein Filehosting-Dienst für unixartige Betriebssysteme wie BSD, Linux oder Mac OS X. Der Dienst wurde 2008 von Colin Percival, Security Officer Emeritus bei FreeBSD, ins Leben gerufen, der für diesen Zweck auch die Schlüsselableitungsfunktion scrypt entwickelte. Die Schlüssel zu den verschlüsselten Daten hat nur der Benutzer, die Daten selbst liegen auf Amazon S3. Es wurde von diversen Sicherheitsforschern und Hackern auf Sicherheitslücken untersucht, wobei 2011 ein Fehler gefunden und behoben wurde. Über ein Prepaidsystem wird lediglich der Speicher und Traffic bezahlt, der tatsächlich genutzt wird. Läuft das Guthaben aus, werden die Daten nach sieben Tagen gelöscht.
Tarsnap gilt mit SpiderOak und Silent Circle als eine sichere Alternative zu Dropbox oder Google Drive.